# Antonio Escohotado
Antonio Escohotado Espinosa (Madrid, 5 de julio de 1941-Ibiza, 21 de noviembre de 2021) fue un filósofo, jurista, intelectual, ensayista, traductor y profesor universitario español cuya obra estuvo centrada en los ámbitos del derecho, la filosofía, la sociología, las drogas y su efecto en la sociedad.
Es especialmente conocido por sus investigaciones acerca de las drogas y sus posiciones antiprohibicionistas al respecto, reflejadas en su obra Historia general de las drogas (1983). También destaca su trilogía Los Enemigos del Comercio (2008), en la que defiende el libre mercado y critica al comunismo. En el plano ideológico, se autodefinió como socialdemócrata liberaly se enmarcó dentro de la izquierda política (aunque cabe señalar que restó importancia a esa clase de dicotomías).La afirmación de la libertad frente al miedo o coacciones que conducirían a la servidumbre es una constante en su obra. Ya en sus últimos meses de vida, reconoció a Hegel y a Freud como sus dos grandes maestros.

## Biografía

### Primeros años
La familia Escohotado, residente desde antiguo en el noroeste de la sierra madrileña, tiene el primer miembro notorio en su bisabuelo Vicente, que apoyó la Revolución Gloriosa de 1868 como alcalde de Galapagar. El hijo del anterior (y abuelo de Escohotado), también llamado Vicente, fue uno de los primeros becados del pueblo para formarse en Leyes, y cuando había publicado ya una extensa historia del teatro en verso, La teatrada (1925), junto con varios libros de endechas y canciones, pasó de procurador a alcalde de El Escorial. El sexto de sus hijos, Román (1908-1970), padre de Antonio Escohotado, empezó votando al socialista Julián Besteiro y acabó firmando el Manifiesto de la Falange. Fue jefe de la secretaría de Dionisio Ridruejo durante su etapa como director general de Propaganda, dirigió Radio Nacional desde 1941, obtuvo los principales premios periodísticos (incluyendo el Mariano de Cavia) y fue agregado de prensa en Brasil desde 1946 a 1956.
Escohotado habló sobre su interés por el conocimiento en esta época:

Desde muy pronto me atrajeron los volúmenes en principio menos amenos de la biblioteca familiar, y de cuando era pequeño conservo un cuaderno con el pomposo título «Historia del pensamiento occidental», en el que copiaba fragmentos de la obra homónima de Bertrand Russell con pueril seriedad. Estaban a punto de terminar diez años de vida en Río.

Al retornar la familia a España, Escohotado experimentó el abrupto contraste entre el paraíso tropical de su primera infancia y la gris y severa sociedad del nacionalcatolicismo, lo que le llevó a forjar un espíritu de rebeldía excitado por el autoritarismo y la represión sexual.

Escohotado halló su vocación por el saber de una forma precoz, hecho que le llevó a iniciar la carrera de Filosofía. Sin embargo, el statu quo intelectual de la Facultad de Filosofía le llevó a una decepción y, en consecuencia, siguió los consejos de su padre Román de estudiar una carrera con más salidas profesionales:
Teniendo claro que estudiaría Filosofía, y reconociendo la sensatez del consejo paterno que sugería una carrera con más salidas profesionales –como Derecho-, empecé ambas aunque sólo terminase los estudios de leyes, decepcionado por un cuadro docente de Filosofía sumido aquellos años en un diálogo de sordos entre neotomistas, neopositivistas y neomarxistas.
A pesar de haber permanecido en el calabozo buena parte de los dos veranos exigidos por las milicias universitarias, pues «había convertido la tienda en un seminario de marxismo y desobediencia», su falta de espíritu militar no le impidió hacer gestiones para alistarse con el Vietcong en su guerra contra Estados Unidos. Una hepatitis crónica le permitió acortar el periodo de servicio militar y le obligó a reflexionar sobre su futuro. Decidió entonces preparar oposiciones compatibles con el compromiso izquierdista —lo que excluía las de Diplomático, carrera a la que parecía estar naturalmente inclinado por el ejemplo paterno y su formación en idiomas y cultura general—, y finalmente ingresó en el Instituto de Crédito Oficial (ICO) en el año 1964 para gestionar el servicio de Fusión y Concentración de Empresas durante cinco años de bonanza económica. Un puesto que era compatible con el de ayudante en las facultades de Derecho y Políticas de la Universidad Complutense; así como organizar un seminario sobre Kant y Hegel en la Universidad Autónoma de Madrid y un curso sobre Psicoanálisis en la extinta Escuela de Antropología.  
Empezó entonces a publicar, además de impartir clases prácticas o seminarios en las facultades de Políticas y Filosofía, donde desarrolló la relación con colegas como Carlos Moya, Eugenio Trías y Felipe Martínez Marzoa, y descubrió de paso a autores algo más jóvenes como Savater, Azúa y Echeverría. Unidos de un modo u otro por el mundo que anunciaban el Mayo del 68 y Woodstock, también caldo de cultivo para núcleos específicamente ácratas como el de Agustín García Calvo, formaron todos parte de una improvisada «tribu» cuyo sector razonable siguió con sus estudios, mientras un ala más radicalizada redescubría el terrorismo, y otros como Escohotado decidieron llevar una vida alejada del consumismo, abrazando de paso lo que se dio en llamar «la revolución sexual de los 70».

### Publicaciones iniciales
Empezó a publicar de la mano de José Ortega Spottorno, que acababa de relanzar la editorial y reeditar la Revista de Occidente —ambas fundadas por su padre, Ortega y Gasset—, y fue allí donde apareció el artículo Alucinógenos y mundo habitual, su primera incursión en este campo, que contiene las experiencias descritas por Michaux y Huxley como referencias más inmediatas. Su reflexión derivó pronto hacia la realización de una serie de bioensayos, que unas décadas después le llevarían a componer la primera historia cultural de las drogas y una fenomenología de las principales substancias psicoactivas. En estas publicaciones iniciales, Escohotado mezcla cualquiera de los asuntos tratados con su pasión filosófica del momento, el estudio de la obra de Hegel y Freud, dos autores que le influirán permanentemente. 
Su catedrático de Filosofía de Derecho y posterior director de tesis —Luis Legaz Lacambra, que tradujo La ética protestante y el espíritu del capitalismo y fue discípulo de Kelsen— quedó asombrado cuando Escohotado le presentó el trabajo académico cuatro meses antes de acabar la carrera. El catedrático se tomó unos días para examinar el texto y tan sólo sugirió al doctorando que incluyera un capítulo sobre la ley moral y la ley positiva en Kant.
Con idénticos mimbres escribe su tesis doctoral, La filosofía moral del joven Hegel, que presentada en el año 1970 molestó a parte de un tribunal que la recibió como «apología sobre el maestro de Marx, un protestante por añadidura», provocando en varias ocasiones la ausencia del cuórum requerido para calificar el trabajo. En aquella España algunos se escandalizaban todavía con lo anunciado en la introducción:

Convertir en concepto (Begriff) lo que el Antiguo y Nuevo Testamento solo ofrecen como representación (Vorstellung). Para la representación, por ejemplo, la naturaleza divina de Jesús viene probada por milagros y dogmas, cuando su concepto apunta más bien a que lo divino y lo humano se pertenecen de modo inseparable, y eso mismo funda la exigencia de un respeto absoluto entre las personas, en definitiva los «derechos humanos».

Cuando se publicó —como La conciencia infeliz. Ensayo sobre la filosofía de la religión de Hegel (Revista de Occidente, 1972)—, al pequeño revuelo académico le sucedió la inclusión de la obra en el Index de textos heréticos, a la vez que ganaba el premio de la Nueva Crítica, un galardón de vida breve. Cuarenta años después, recapitulando sobre la investigación, Escohotado sostiene «una distinción entre espíritu y religión positiva. Al encarnar el desgarramiento entre la vida y su fósil, el cristianismo sería la realidad captada en forma de fantasía y viceversa, la verdad extrañada de sí. Fue mi primer contacto con la divergencia entre intención y resultado».
Las trabas académicas hicieron que apareciese antes el posterior Marcuse, utopía y razón (Alianza Editorial, 1968), libro centrado en examinar la compatibilidad de Marx con Hegel y Freud propuesta por uno de los fundadores de la Escuela de Fráncfort, cuya síntesis era muy atractiva para aquel preciso momento. Escohotado analizó las premisas que articulaban las tesis marcusianas. Primero, se centró en la figura de Freud que «era sometido a una camisa de fuerza típica del marxismo entonces, que era una identidad de estructura entre alienación y represión, a todas luces insostenible». El segundo autor era Hegel que «resultaba olvidado en lo esencial de su método -la dialéctica-, que no consiste en «enjuiciar» sino «exponer». Y el último punto concluía que «resultaba cómodo presentar el leninismo como una traición al marxismo, pero era una tesis puramente romántica proponer que la sociedad comercial podría abolirse sin un recurso a Partido único, censura y otras violencias». El libro incomodó a ciertos sectores del marxismo español de la época al calificar el texto como «revisionista» e incluso provocó una breve polémica con uno de los intelectuales relevantes del momento, Gonzalo Fernández de la Mora. Sin embargo, obtuvo alguna reseña positiva. 
Sería una de las primeras, si no la primera monografía dedicada a esta escuela en España, y también el primer éxito de ventas del escritor. La edición se agotó en apenas un mes, quizá gracias a que media Europa había amanecido aquellos días con pintadas como «Marx, Mao y Marcuse». Pero el autor se opuso a reimprimirlo, entendiendo que estaba escrito con precipitación y «en pleno síndrome de autoimportancia». Tras estas obras iniciales, Escohotado va desapegándose cada vez más de las posiciones utópicas.

### Ibiza y la metafísica

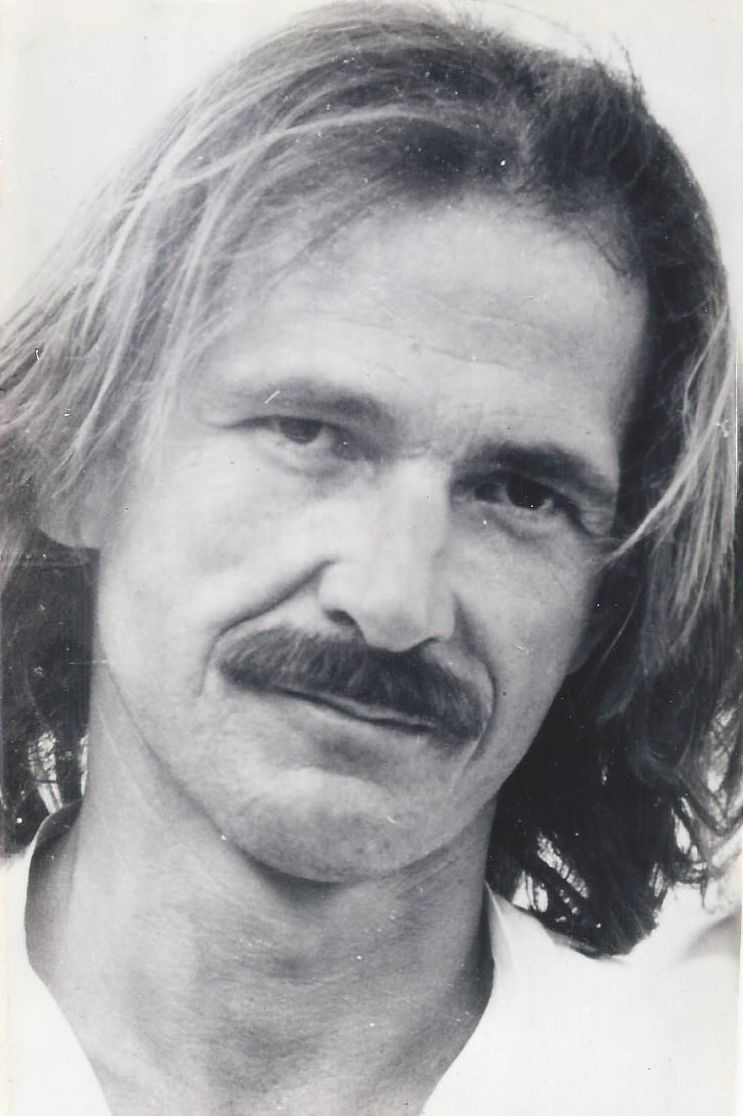
Antonio Escohotado en Ibiza (1976).

Gracias a una excedencia en su puesto de funcionario que en principio no iba a durar más allá de dos años, Escohotado se lanzó en 1970 a experimentar una vida sin lujos, sustentada con los ingresos obtenidos mediante traducciones, y que prescindía de hábitos convencionales.
Fueron sus experiencias con substancias visionarias como el LSD, así como el estudio incesante, los factores que determinaron al autor al proyecto de elaborar su propio tratado de metafísica. La primera parte de dicho proyecto implicaba una revisión de los primeros testimonios filosóficos —De physis a polis. La evolución del pensamiento griego desde Tales a Sócrates (Anagrama, 1975)—, donde intenta ordenar temáticamente los fragmentos dispersos de cada presocrático. Los resultados son discutibles a la hora de recomponer la obra perdida de Heráclito, aunque el estilo gana en fluidez y en economía expresiva.[cita requerida]
El prólogo del libro ironiza sobre la figura del «especialista en la materia», que dedica nueve décimas partes de su espacio a comentar observaciones de sus colegas, y una o ninguna al autor comentado. El epílogo ironiza sobre la posmodernidad francesa, entonces germinal, llamada a épater con tesis como el «artificialismo presocrático» sugerido por Clément Rosset. Como el especialista, que decidió hablar de sí mismo en cualquier caso, el posmoderno hace lo propio imitando a intelectuales como Lacan, Deleuze o Althusser, concentrados según Escohotado en disfrazar la vaciedad con una jerga cuyo misterio empieza y termina por retorcer la gramática.

### Realidad y substancia
La segunda parte del proyecto metafísico de Escohotado se concretó en la obra Realidad y substancia (Taurus,1985). De physis a polis concluye con el nacimiento simultáneo del mundo físico como cosmos emancipado del recurso a la magia, y de la democracia como orden sostenido sobre las libertades civiles. Realidad y substancia empieza con el mundo físico como «unidad de la diferencia entre ser y pensamiento», donde la tarea del filósofo es pasar «del hecho al hacerse» analizando modalidades de la acción.
El tratado metafísico u ontológico al modo clásico es ya entonces un género en desuso o considerado por muchos como obsoleto, que parte de definir categorías básicas del discurso para después deducir las siguientes categorías ligándolas de la primera a la última, y Escohotado elige:

[...] invertir la lógica hegeliana, regresando desde el sujeto al objeto, desde la Idea a la Naturaleza. Es un ejercicio de arquitectura, tributario del templo antiguo, que aspira solo a restablecer su simetría [...] para evitar el monopolio de una conciencia asubstancial y el irrealismo que se sigue de subjetivar el principio de las cosas; para instalar el tiempo en la objetividad también, distinguiéndola de la objetividad reducida por el sujeto a masa inercial, donde pasado y futuro son intercambiables [...] para poder afirmar lo que el idealismo afirma, y afirmar igualmente lo que niega.

Comentando el Significado y verdad de Bertrand Russell, en 1944, Einstein detectaba «un nefasto miedo a la metafísica [...] y me complace especialmente constatar que en el último capítulo se reconozca lo imposible de arreglárnoslas sin ella. Solo puedo reprochar al respecto la mala conciencia intelectual que se percibe entre líneas». Escohotado abunda en esta perspectiva con dos apéndices extensos sobre positivismo y empirismo lógico, enterradores de la metafísica y guardianes de una ortodoxia corporativa que «otorga a la mente un lugar subordinado». En su opinión, «lo común a ambos es una actitud pseudoempírica, que ni siquiera llegó a plantearse la relación entre ser y pensamiento, guiada por la meta de convertir la ciencia en un nuevo instituto religioso, dogmático y sectario a partes iguales».
Cuando pasó a estudiar fenómenos complejos, los doce años dedicados a «pulir la poesía en prosa que es la metafísica» serían recordados por el autor como fruto de una «tozudez anacrónica» cuya única justificación a posteriori pudiera ser la de crear familiaridad con «esas pocas palabras —esencia, existencia, materia, causa, accidente...— sobre las cuales descansa el sentido de las otras», como una condición sine qua non para poder pensar por sí mismo.

### Amnesia,Rameras y esposasy auto de procesamiento
Entre 1970 y 1983 Escohotado traduce algo más de cuarenta títulos para distintos editores, entre ellos la única antología amplia de Thomas Jefferson, el Leviatán de Hobbes, los Philosophiæ naturalis principia mathematica de Newton y la colección de ensayos científicos de Isaac Asimov titulada La tragedia de la Luna. Al recibir en 1976 la herencia de su madre, que falleció ya siendo viuda, se le ocurre transformar una amplia y antigua casa payesa en el lugar de reunión para la «tribu» —provisto básicamente de instrumental para hacer música en vivo—, que acabaría siendo Amnesia, una de las discotecas más multitudinarias y conocidas del mundo.
Poco después publica Historias de familia, cuatro mitos sobre sexo y deber (Anagrama, 1978), su primer ensayo antropológico. La obra examina el modelo marital ejemplificado por María y José, a la luz del contraste ofrecido por la relación de Gilgamesh con Ishtar, la de Zeus con Hera y la de Hércules con Deyanira. Estas figuras intemporales de la conciencia antigua se manifiestan para Escohotado en la tensión primordial entre los dos polos de la familia arcaica: el patriarca que devora a la prole y la matriarca que conspira para convertirlo en eunuco al servicio de sus hijos. El libro fue reelaborado en profundidad como Rameras y esposas (Anagrama, 1993). El ensayo sorprende en primer término por las crónicas contenidas en los Evangelios apócrifos sobre el Jesús niño y adolescente, al que se retrata como un déspota con poderes mágicos que emplea para salirse con la suya. Pero incluye análisis paralelos sobre la prostitución ritual mesopotámica —que mandaba a las vírgenes permanecer en la escalinata del templo y entregarse al primer hombre que pusiese una moneda en su mano—, o el conflicto entre decencia y libertad impuesto a las mujeres romanas, pues solo las censadas como rameras disfrutaban del estatuto del mayor de edad; las demás eran consideradas individuos menores tutelados por algún varón, desde la cuna a la tumba. La última sección repasa el derecho de familia antiguo, seguida por un epílogo muy polémico sobre el movimiento feminista.
La fundación de Amnesia provocó los primeros roces con la policía local, que culminarían en 1983 con su procesamiento por implicación en tráfico de cocaína, acusado de dirigir «la mafia hippy» desde la tapadera ofrecida por su condición de escritor y docente —Escohotado había reingresado en la Universidad Nacional de Educación a Distancia (UNED) como adjunto a tiempo parcial en 1980—. El periódico Diario 16 comenta entonces que «El catedrático de Ética es un traficante de droga dura», y el escándalo subió de tono cuando El País publicó dos días después una tribuna del propio Escohotado. Víctima de un entrapment, obligado a participar en una operación de compraventa de drogas en la que tanto los compradores como los vendedores eran policías, durante los tres meses de prisión preventiva se vio obligado a compartir celda con un jefe de un grupo corso-marsellés, fichado en Interpol por extorsión y tres asesinatos, y las presiones que sufrió para que colaborase con uno de los bandos, ninguno de los cuales carecía de agentes dobles, le movieron a dejar la isla para siempre.[cita requerida]
Cinco años después se celebra la vista oral del proceso, donde resulta condenado por «tráfico de drogas en grado de tentativa imposible», una figura del Código penal que poco después sería sustituida por la doctrina jurisprudencial del delito provocado.[cita requerida]  En vez de recurrir la sentencia opta por las «vacaciones humildes aunque pagadas» de un año en la penitenciaría de Cuenca, y allí permanece incomunicado, lo que le permite trabajar sin interrupciones, recibiendo el correo y las comidas por el hueco inferior de la puerta.[cita requerida]

### Docencia, investigación y polémicas

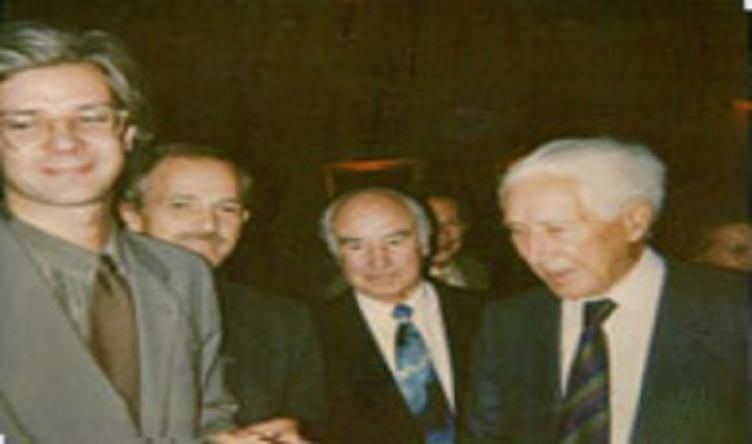
De izquierda a derecha, Jacobo Siruela, Antonio Escohotado, Albert Hofmann y Ernst Jünger, en una visita al palacio de Liria, en 1992.

Los cinco años transcurridos entre su procesamiento y la reclusión son con amplia diferencia la fase más prolífica en la biografía de Escohotado, pues publica prácticamente un libro al año, simultaneándolo con tribunas mensuales de opinión en El País y una presencia mediática disparada por la audiencia que obtiene en su primer enfrentamiento televisivo en el programa de La Clave (presentado por José Luis Balbín) con el que fuera el jefe de la Brigada Central de Estupefacientes de la época, José María Mato Reboredo. Escohotado organiza dos cursos sobre farmacología y desobediencia civil —con Albert Hofmann, Thomas Szasz y Alexander Shulgin entre otros ponentes— que baten los récords de asistencia a los cursos de las universidades de verano, lo que desató en los años noventa una moda de debates televisivos sobre la Prohibición. En esa misma época pasa a duras penas las pruebas de idoneidad para convertirse en profesor titular, encargado de Filosofía y Metodología de las Ciencias Sociales en la recién creada facultad de Ciencias Políticas y Sociología de la UNED, donde permanecerá hasta jubilarse. A partir de Historia general de las drogas, que a pesar de sus 1500 páginas obtiene una extraordinaria acogida de crítica y público, se le atribuyen «un ejército de seguidores y dos o tres de detractores».
El primer texto de este periodo es Majestades, crímenes y víctimas (Anagrama,1987), un ensayo de sociología jurídica que pasa revista a un bloque de delitos aparentemente dispares —propaganda ilegal, homosexualidad, apostasía, eutanasia, blasfemia, prostitución, prácticas mágicas, idiosincrasia farmacológica, pornografía, contracepción, sedición, fraude fiscal, escándalo público, objeción de conciencia y la revelación de secretos de Estado—, cuyo denominador común es «borrar la frontera entre moral y derecho, con efectos inevitablemente corruptores para ambas esferas». Tras analizar distintas manifestaciones de cada uno, Escohotado llega a la conclusión de que condenar servicios voluntariamente solicitados entre adultos, o manifestar públicamente pensamientos prohibidos crean crímenes de víctima solo supuesta, donde el agravio no recae sobre alguien de carne y hueso, sino sobre alguna auctoritas de origen religioso que se declara parte ofendida aunque no haya participado en el incidente. Todo ese grupo de conductas deriva «del injusto arcaico por excelencia que es la lesa majestad, un desafío al poder del príncipe que las sociedades secularizadas desplazan hacia nuevos poderes mayestáticos, camuflados a veces por pretextos científicos como la 'farmacracia' descrita por Thomas Szasz».
Para Escohotado, la libertad resulta incompatible con cualquier delito de mero desafío, pues «todo crimen de lesa majestad es finalmente un crimen de lesa humanidad, inercia de sociedades esclavistas gobernadas por una lógica militar-clerical». Este análisis despertó el interés de criminólogos, fiscales y jueces, y en abril de 1989, dos años después de aparecer el ensayo, la jurisprudencia emitió el primer fallo absolutorio por delito provocado. A partir de entonces la judicatura española ha sido refractaria a confundir moral y derecho, y casi todos los delitos de lesa majestad —empezando por el de blasfemia— perdieron vigencia. Escohotado ha seguido llamando la atención sobre el estatuto legal de la eutanasia (un desacato a la providencia divina), y más aún sobre el delito de auxilio al suicida (un desacato a la autoridad médica) como asignaturas pendientes. A raíz de este ensayo jurídico, el sociólogo Emilio Lamo de Espinosa publicaría en el año 1993 su notable obra titulada Delitos sin víctimas: orden social y ambivalencia moral.

### Últimos años

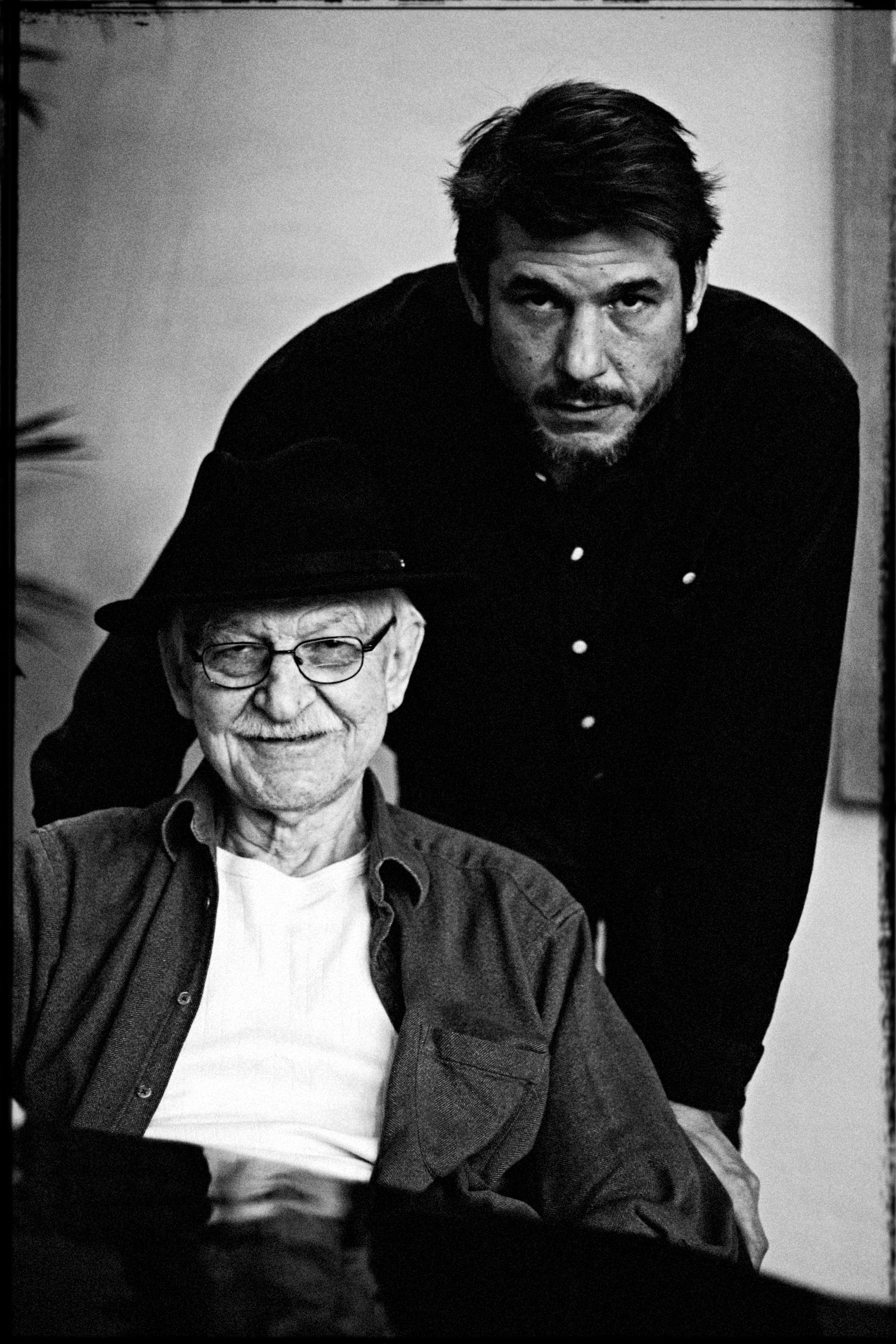
Antonio Escohotado junto a su hijo Jorge Escohotado en 2018 durante una entrevista acerca del proyecto editorial de La Emboscadura.

A finales del año 2017 decide fundar la editorial La Emboscadura junto a su hijo Jorge Escohotado, en la que reeditó y digitalizó obras suyas. En este periodo crea también un canal de YouTube con material audiovisual que obtuvo 125.000 suscriptores, y publicó el tercer volumen de Los enemigos del comercio (Espasa, 2017) y sus obras finales Mi Ibiza privada (Espasa, 2019) y  La forja de la gloria (Espasa, 2021) A finales del año 2019, el ensayista abandona su domicilio habitual en la localidad madrileña de Galapagar para instalarse en las Pitiusas con la intención de pasar sus últimos años de vida. Durante este periodo, el periodista Ricardo F. Colmenero publica Los penúltimos días de Escohotado (La Esfera de los Libros, 2021), una recopilación de conversaciones entre el filósofo y el columnista donde declara abiertamente, entre otras cosas, que había retornado a Ibiza para esperar su muerte.
Escohotado falleció en la madrugada del 21 de noviembre de 2021 a los 80 años de edad a consecuencia de un fallo multiorgánico en Ibiza. Tras su fallecimiento, personalidades del mundo de la cultura y de la política expresaron sus condolencias y muestras de reconocimiento hacia su figura, y en el 29 de noviembre de ese año se aprobó por unanimidad en el pleno del Ayuntamiento de Madrid la iniciativa para erigir una estatua del autor en la Ciudad Universitaria de esta ciudad.

## Obra

### Historia general de las drogas

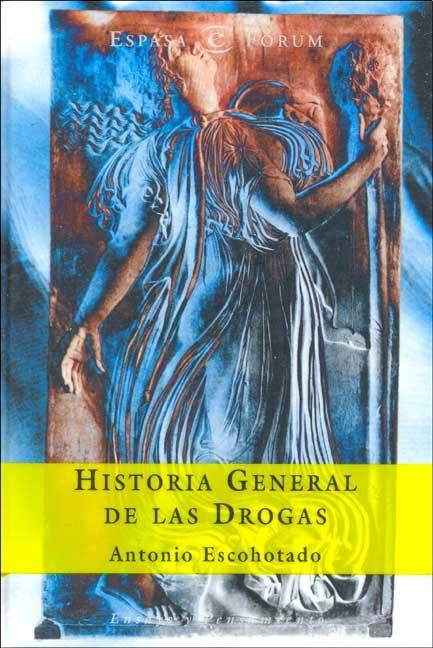
Portada original de la edición ilustrada de Historia general de las drogas (1998).

Apostando, en sus propias palabras, por «la ilustración farmacológica, que plantea este campo como un objeto más de conocimiento, donde la quintaesencia del peligro se concentra en la ignorancia», Escohotado compuso una crónica orientada a documentar minuciosamente el asunto:

[...] sustituir conjeturas y futuribles —qué pasaría si tal o cual droga cambiase de régimen— por un listado muy amplio de ejemplos sobre qué pasó y cuándo, pues, prácticamente ningún psicofármaco ha dejado de evocar tanto una consideración de panacea como el de pócima infernal, dependiendo en cada caso de factores colaterales, entre ellos xenofobia, intereses políticos, económicos y teológicos; la competencia entre las comuniones paganas y el rito cristiano de la misa, por ejemplo, empezó precipitando la cruzada contra la brujería en Europa y América.

Enumera gran cantidad de ejemplos: el vino aterró a la civilización grecorromana, lo cual originó severas prohibiciones a su consumo; beber café fue castigado con mutilación y horca en Rusia y Egipto, al igual que el tabaco en Persia; el mate paraguayo fue rechazado por el Vaticano como vehículo satánico... Bastó reunir por orden cronológico los pormenores de cada reacción ante nuevas drogas para abrir una ventana hasta entonces tapiada a la historia general.
Quizá el concepto general más destacado de la obra aparece en el primer capítulo —«Magia, farmacia y religión»—, cuando el autor extrae conclusiones de la analogía entre phármakos, («droga») y pharmakós («chivo expiatorio») —términos griegos provenientes del indoeuropeo pharmak—, proponiendo dos modalidades divergentes del sacrificio, núcleo de todos los ritos instituidos para purgar la culpa. La primera modalidad formaliza la expiación como banquete místico o comunión, consumando el sacrificio mediante la ingesta colectiva de una substancia, que transfigura el ánimo de los fieles y se experimenta como interiorización de la deidad. La otra, basada en la transferencia física del mal/impureza, inmola animales o personas para congraciarse con la deidad, siendo en definitiva la raíz para todo tipo ulterior de «cruzada» descontaminadora.
Otro aspecto del estudio fue recuperar el espíritu de la sobria ebrietas, encarnado ejemplarmente por el Sócrates de algunos diálogos platónicos, que resurgiría con el espíritu liberal desde el siglo XVIII. Escohotado documenta hasta qué punto el arsenal psicoactivo volvió a pensarse como recurso para ampliar no solo la intuición y la introspección, sino el autocontrol y el rendimiento del trabajo. Muchos personajes ilustres como Goethe, Goya, Wagner, Bismarck y Freud imitaron al emperador Marco Aurelio, que tomaba regularmente opio por consejo de Galeno, ofreciendo un contraste ilustrativo con la figura del yonqui nacido de la Prohibición, que usa esa misma substancia o derivados suyos como coartada para declararse piltrafa humana. Según la introducción:

Cumplir el título del libro exigía combinar disciplinas muy diversas no menos que haber ido recogiendo datos muy dispersos también, pues se trataba de algo no por ignorado menos relevante como capítulo en la historia de la religión y la medicina, transformado de la noche a la mañana en un tema tan explosivo como la sexualidad a finales del siglo XIX. Tras milenios de uso lúdico, terapéutico y sacramental, los psicofármacos se convirtieron en una empresa tecnocientífica destacada, que empezó incomodando al puritanismo norteamericano y acabó moralizando el derecho del mundo entero, mientras comprometía a la economía y tentaba al arte.

Entre las primeras reseñas estuvo la de Fernando Savater, en el suplemento literario de El País:

Una nueva fenomenología de la conciencia [...] Un libro único en la bibliografía mundial, tanto por la amplitud y complejidad de su propósito como por su profundidad.

Desde entonces, la obra se ha convertido en texto de referencia sobre la materia, y traducida poco después a diversas lenguas a partir de una versión abreviada. Estimulado por dicha acogida Escohotado completó la obra en 1992 con un apéndice dedicado al autoensayo: Aprendiendo de las drogas: usos y abusos, prejuicios y desafíos, que inauguró un género dedicado a «teoría práctica de las substancias psicoactivas». Eso supuso experimentar con tales compuestos, mencionando un centenar de ellos y analizando de cerca los de uso más habitual —en el mercado blanco y el negro—, como alcohol, café, heroína, cáñamo, éter, benzodiacepinas, cocaína, LSD, ketamina o MDMA.
Analiza las drogas como un camino hacia el autodescubrimiento, la maduración, el diálogo o el simple entretenimiento:

Las drogas lo que hacen es inducir modificaciones químicas que también pueden inducir la soledad, el silencio, la abstinencia, el dolor, el miedo. Químicamente no se puede distinguir a una persona bajo los efectos de una droga, que bajo los efectos del yoga por ejemplo. Químicamente no somos más que un conjunto de reacciones. Lo que pasa es que la sociedad, te dice que, aunque químicamente seas igual, ese ha llegado por el camino bueno y ese por la vía de atrás.

Profundizar en la regla del conocerte a ti mismo, que sigue el principio socrático, el principio de la ética. Es el rito de maduración de las sociedades occidentales avanzadas a principios del siglo XXI. En la práctica se ve si el ser tiene buen o mal gusto, si se controla o no se controla; si debajo de su aparente educación esconde un monstruo autoritario, rencoroso o deprimido, o si por el contrario, tiene –como diría Freud– un 'ello' (es decir, un inconsciente) sano y capaz de disfrutar. Las drogas brindan a la condición humana más control, más capacidad de enfrentarse a los desafíos de la vida. Cuando llega la prohibición, también llega la coartada victimista que permite a las personas decir esa gran falsedad: «Ay, yo no quería pero sin darme cuenta me hice esclavo y ahora soy una pobre piltrafa humana. Me permito robar a mis conciudadanos y no cumplir mi palabra».
 

En lugar de clasificar las drogas como legales e ilegales, duras o blandas o según sus respectivas bases químicas, el autor las agrupa en términos funcionales, atendiendo a la medida en que «satisfacen, o prometen satisfacer» necesidades definidas como «paz, brío y viaje». Después de aclarar que muchas substancias psicoactivas cumplen con varias, el texto las distribuye en alguna de esas necesidades y examina una por una desde variables como dosis activa mínima, dosis mortal media, factor de tolerancia, efectos subjetivos y objetivos, sinergias, antagonismos y síndromes de abstinencia. Incluye también secciones dedicadas al marco cultural («principales empleos»), y a la mitología unida con cada una. «La cuerda que sirve al alpinista para escalar», comienza diciendo el epílogo, «sirve al suicida para ahorcarse, y al marino para que sus velas recojan el viento». De ahí la propuesta enunciada en el último párrafo:

La ilustración observa ciertos compuestos que usados razonablemente pueden otorgar momentos de paz, energía y excursión psíquica. Su meta es hacerlos cada vez menos tóxicos, y a quien los usa más consciente de su inalienable libertad. Se trata de la más antigua aspiración humana: ir profundizando en la responsabilidad y el conocimiento.

### El espíritu de la comedia
Tras alcanzar notoriedad mediática por sus posiciones ácratas y su trabajo sobre las drogas, en los años noventa su trabajo creativo se redujo a artículos y conferencias, recopilados en El espíritu de la comedia (1992) y Retrato del libertino (1998).[cita requerida] El espíritu de la comedia —Premio Anagrama de Ensayo en 1992— retorna a la sociología del poder político abordada en Majestades, crímenes y víctimas, pero se centra en el poder ejecutivo. Moliére, y mucho antes la Retórica de Aristóteles, habían definido como comedia aquella representación donde el héroe trágico y el coro son sustituidos por tres únicos personajes recurrentes: el impostor, el bufón y el magnate. Partiendo de sus variantes prácticas, el libro se aplica a analizar a la clase política surgida con la transición democrática, distribuyendo su materia en dos partes.
La primera analiza el miedo como pasión individual y social, cuidando de marcar las fronteras que separan el miedo del dolor por un procedimiento de muestreo. Tras comparar las tesis de Hobbes y Thomas Jefferson, entre otras, introduce al pensamiento de los hermanos Jünger, Ernst y Friedrich Georg, cuya meditación sobre la técnica precede y guía la de Heidegger.[cita requerida]
La segunda parte se centra en la clase política como estamento o casta, reflexionando sobre los horizontes institucionales de la democracia parlamentaria y una de sus alternativas, la democracia directa. Presta especial atención al terrorismo como bucle realimentado, en el cual siempre coinciden los intereses del terrorista y el antiterrorista, y contrapone a ese círculo vicioso las premisas de un círculo virtuoso alternativo, analizando desde qué parámetros de población podría un grupo reclamar el derecho a autodeterminarse como, por ejemplo, el País Vasco. A propósito de ello, examina de cerca el modelo suizo, así como la tensión entre centralismo, federalismo y confederalismo.

### Retrato del libertino
Escohotado reúne aquí una serie de textos que esbozan en conjunto una teoría contemporánea de la salud, considerando que nuestra naturaleza funde inevitablemente ser y pensamiento. En otras palabras, «lo corpóreo es anímico y lo anímico corpóreo», y propone «aceptar la corporeidad como inmediatez del espíritu, considerando que esta aceptación es una manera de replantearse cotidianamente la belleza».[cita requerida]
Su primer ensayo se dedica al anónimo victoriano My Secret Life —años atrás Escohotado había traducido y prologado una edición abreviada en dos volúmenes de los doce publicados en su día—, según Jaime Gil de Biedma, «el más extenso y prolijo informe jamás escrito sobre la experiencia erótica de un ser humano del sexo masculino». En efecto, «además de ofrecer un rico cuadro de la época —precisamente la parte omitida en las novelas de Dickens, Hardy y otros narradores ingleses respetables del momento—, describe en detalle relaciones carnales con unas dos mil mujeres». Escohotado retoma asuntos tratados en Rameras y esposas, como las muchas maneras de experimentar el amor carnal, pasiones como el dominio, la lujuria o los celos, y equipara instituciones humanas como el matrimonio o la prostitución, por más que el primero esté sancionado por las leyes y la moral, y el segundo empujado a las sombras de lo clandestino, sosteniendo la tesis de que el uno es fundamental para la otra y viceversa.
Desde el punto de vista filosófico, Retrato del libertino contiene también «Euforia química y dignidad humana», escrito originalmente en inglés. Otro de sus ensayos, Notas sobre eugenesia, examina la política de negar a enfermos terminales, crónicos y en simple recuperación el uso de analgésicos considerados eufóricos, no solo como paliativos sino como remedios, elevando la ignorancia al grado de genocidio. En Morir mejor reflexiona sobre la eutanasia, y el derecho de todo individuo a escoger el momento y forma de su propia muerte. El volumen termina con las semblanzas de Ernst Jünger y Albert Hofmann, por aquel entonces dos ancianos centenarios propuestos como ejemplos de buen vivir y buen morir.[cita requerida]

### Caos y orden
Escohotado retomó la investigación en el sentido fuerte del término con Caos y orden (Espasa, 1999), al descubrir que la geometría fractal de Mandelbrot era una alternativa a la idealización de Euclides, y las estructuras disipativas de Prigogine un replanteamiento del segundo principio de la termodinámica. Comprobó de paso que no eran hazañas aisladas, sino parte de un renacimiento científico general, que «trasciende el paradigma reduccionista con progresos en capacidad para captar lo complejo». También le permitió confirmar la insuficiencia del determinismo, una de las intuiciones más antiguas:

en cuya virtud toda suerte de sistemas físicos exhiben relaciones de incertidumbre porque se van inventando a cada instante, a diferencia de las entidades idealizadas, donde antes o después alguna abstracción se proyecta como ley del acontecer.

Que ni el premio Nobel de Química recibido por Prigogine, ni la medalla Fields —su equivalente en matemáticas— no otorgada a Mandelbrot, hayan evitado su ausencia de los planes españoles de estudio —donde siguen siendo sistemáticamente ignorados no solo por los estudiantes de secundaria, sino por quienes se doctoran en Exactas, Ingeniería, Física o Química—, llevó a Escohotado a afirmar:

el dogmatismo arraiga en los sectores de la ciencia más dependientes de una subvención progresiva, donde cualquier testimonio de procesos no lineales contraría a quienes aseguran estar a punto de tener la fórmula cósmica de todo, comprimida en media línea de signos.

Caos y orden critica desde diversas perspectivas ese «infalibilismo gremial», argumentando que más bien empezamos a atisbar la realidad, tras siglos de pretender adaptarla al ideal de alguna fe teológica o atea, gracias precisamente a comprender fenómenos de autoorganización. Compara modalidades de órdenes abiertos y cerrados, unos realimentados por el medio, como el termostato, y otros aislados de él como el reloj, ironizando sobre la confusión entre ambos, como si el orden del cuartel y el convento pudiera considerarse sinónimo de lo real. El dogmático lo intenta reduciendo, abstrayendo u olvidando lo que convenga en cada caso, pero según Escohotado eso implica optar por el círculo vicioso en detrimento del virtuoso —usando la expresión de Wiener en su Cibernética—, «al desatender las señales del medio como hace el reloj, sensible solo a su cuerda, en contraste con un termostato permanentemente realimentado».
El ensayo, que recibió el Premio Espasa y agotó cinco ediciones en un semestre, cosechó también las ásperas críticas de cuatro profesores de Física y Matemáticas, que lo consideraron intrusismo desinformado, «bazofia» y «filosofía posmoderna», lo cual generó una amplia polémica. En los mismos términos había sido recibido el extenso prólogo a su edición de los Principia newtonianos (1980). Escohotado repuso, entre otras cosas, que llevaba muchos años denunciando el fraude de la posmodernidad francesa y contestó en detalle cada una de las críticas.

### Sesenta semanas en el trópico
Tanto o más escándalo que divulgar la teoría del caos produjo el hecho de que se definiera en los últimos capítulos como «liberal demócrata», cuando muchos de sus incondicionales lo veneraban como símbolo del izquierdismo irredento.[cita requerida] Sin embargo, él se definió como «el paradigma del hombre de izquierdas en España». Algunos de los que habían apoyado su crónica sobre el uso de substancias psicoactivas pasaron a preguntarse qué necesidad tenía de combinarla con un programa de bioensayos, considerándolo una provocación cínica —hasta apología del delito, como declararon Menem y Maradona—, e incluso prueba irrefutable de degeneración neurológica. Desde entonces ha sido señalado como «neoliberal» —sin que nadie haya acertado todavía a aclararle «en qué se distingue del liberal»—, aunque no por eso haya dejado de mostrarse sarcástico con los seguidores de Murray Rothbard, a quienes llama «liberales dogmáticos» y «fanáticos del ciento por ciento» (por oponerse al coeficiente de caja que habilita el crédito bancario) o con Ayn Rand tildándola de ser una «anfetamenómana». Su vocación de independencia podría explicar también la cadena de desencuentros con el gremio docente.
La publicación de Caos y orden coincidió también con el trance más traumático de su vida sentimental, pues rompió un matrimonio de veinte años para formar una nueva familia y trasladarse a vivir a las antípodas, aprovechando un año sabático propiciado por la Universidad Católica de Bangkok, con el proyecto de investigar sobre las causas de la pobreza y la riqueza.  Deslumbrado por el descubrimiento de la figura de Carl Menger, padre de la utilidad marginal, se concentró en estudiar teoría e historia económica, «como conjuro para no perder enteramente la propia estima», redacta un híbrido de diario, notas de trabajo sobre la Escuela Austriaca y turismo de investigación, publicado como Sesenta semanas en el trópico (Anagrama, 2003).
Por otra parte, el recorrido por el Sudeste asiático lo convence de que «los pueblos educados son ricos, con independencia de sus recursos». Vuelve por eso la mirada hacia atrás, revisando el sentido de su propia «alma roja» juvenil, movido por el deseo de «encontrar razones y datos útiles para los formados desde la infancia en pantallas […] a quienes conviene un concepto lo más distante posible del conformismo y el sectarismo».

### Los enemigos del comercio: Una historia moral de la propiedad

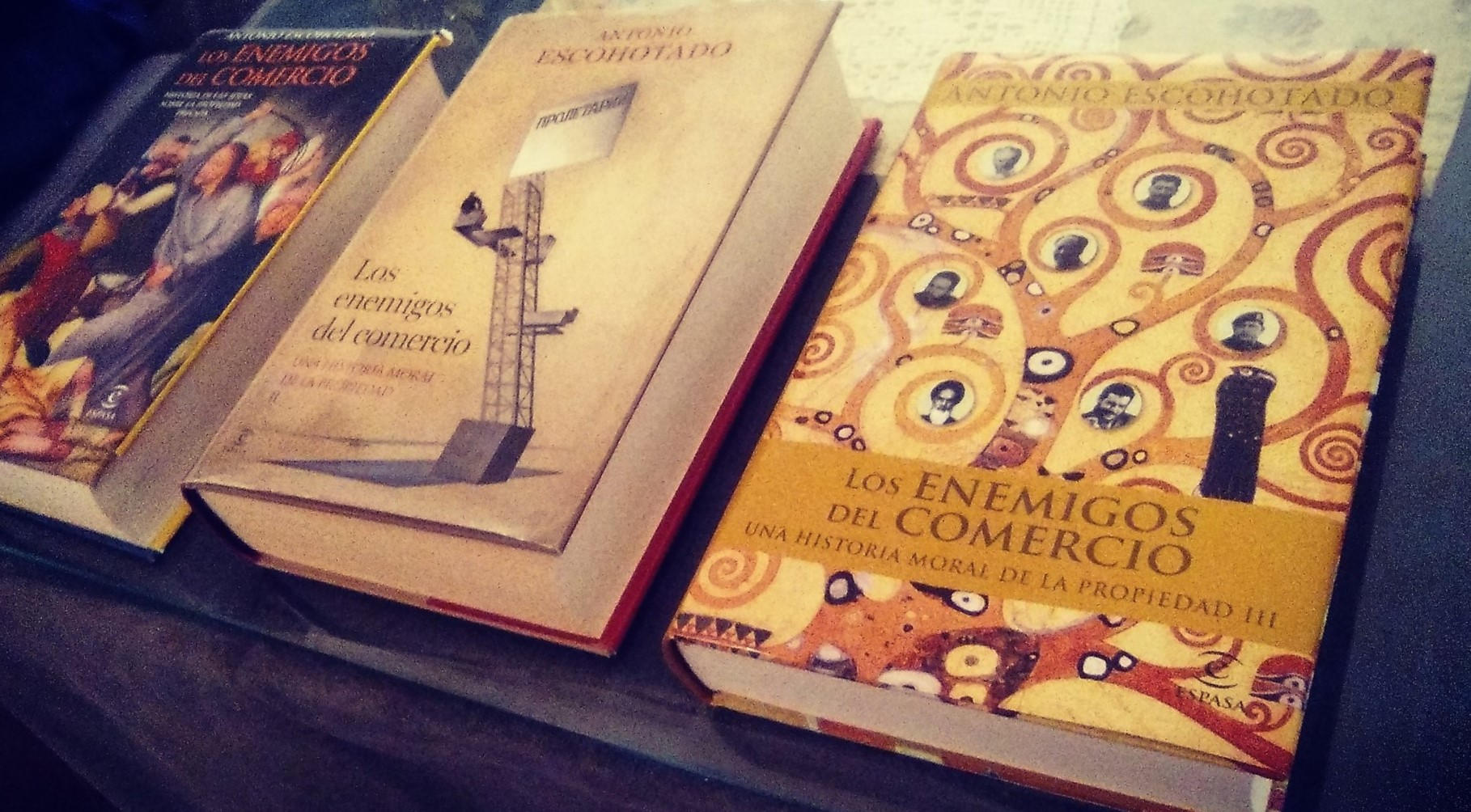
Trilogía de Los enemigos del comercio.

Según Escohotado, con la tercera edad emprendió el esfuerzo «por pasar de original a sabio, y de ingenioso a ecuánime», concretado en componer Los enemigos del comercio. Una historia moral de la propiedad, en su opinión «el libro de mi vida». En principio, dicho proyecto se limita a precisar quiénes, en qué contexto y con qué resultados «han sostenido que la propiedad privada es un robo y el comercio su instrumento».
Sin embargo, lo primero que descubrió al estudiar el asunto fue la necesidad de retroceder hasta Esparta y Platón, por una parte, y por otra hacia la secta esenia —que interpretó el séptimo mandamiento como «no comerciarás»—, convertida luego en credo ebionita («pobrista») y finalmente en el manifiesto expuesto por el Sermón de la montaña. Contextualizar ambas líneas le supuso llevar a cabo una investigación sobre los orígenes de la sociedad esclavista, caldo de cultivo para el nacimiento del redentor mesiánico —un «cordero que lava los males del mundo» cuya novedad es ser un chivo expiatorio que asume también la Restitución o venganza de «los últimos sobre los primeros»—, prefigurando el progreso mediante guerra civil planteado más adelante por Marx como ley del desarrollo social.
Toma perfiles más nítidos el proceso en cuya virtud resurge la sociedad comercial, rechazada y apoyada al tiempo por numerosas sectas comunistas, que culmina en las guerras campesinas del Renacimiento, mientras la Reforma y la Contrarreforma convergen en dejar atrás el ideal pobrista, proponiendo al buen cristiano ser previsor y próspero. Siguen dos centurias de acumulación material, con la Fábula de las abejas de Mandeville como compendio de su realismo, y finalmente la gran Revolución francesa como campo de batalla para liberales y autoritarios, seguida por la Conjura de los Iguales y su líder Babeuf. Esta postura fue rebatida por la escritora María Elvira Roca Barea en un debate con el autor en unas jornadas de conferencias organizadas por la Fundación Cajasol en Sevilla acerca de la Leyenda Negra española.
El primer volumen, publicado en 2008, fue recibido por la crítica especializada con un silencio prácticamente absoluto. El segundo volumen, aparecido en 2013, tuvo mucha más repercusión, especialmente en Internet, que lo promocionó vigorosamente. Por otro lado, el creciente volumen de datos impidió entonces llevar la pesquisa hasta nuestros días, como se proponía el autor, pues documentar el siglo XIX superó las 700 páginas, forzando la composición de un tercer volumen. Bromeó entonces sobre su sino de documentar minuciosamente una u otra variante del miedo:

La perspectiva de euforias químicas lo vuelve hacia dentro –en forma de miedo a uno mismo–, y el programa expropiador lo mantiene dirigido hacia fuera –como miedo a los demás–, en ambos casos con la inestimable colaboración de un fanatismo que personaliza lo impersonal.

En la narración, añade al cuadro ideológico el detalle de cada medio económico y la evolución de instituciones paralelas —los instrumentos de crédito, gremios y sindicatos, las primeras grandes empresas, los sistemas de seguridad social, la aclimatación del papel moneda, el derecho de patentes— y un análisis sobre lo específico de las revoluciones políticas en Norteamérica, Inglaterra, Francia, España, Alemania y Rusia. Según Escohotado, el historiador contemporáneo dispone al fin de innumerables datos organizados temáticamente por los buscadores de Internet, que le comprometen a dar «el salto de la crónica a algo más parecido a una retransmisión articulada sobre cámaras múltiples», posibilitando como nunca antes «el ejercicio de una neutralidad valorativa».[cita requerida] En su caso, el resultado de investigar el tortuoso tránsito de la sociedad servil a la comercial le ha servido para acabar documentando un triunfo de la movilidad sobre el inmovilismo, «acechado a cada paso por el vértigo a la libertad y las seguridades de la servidumbre».[cita requerida]

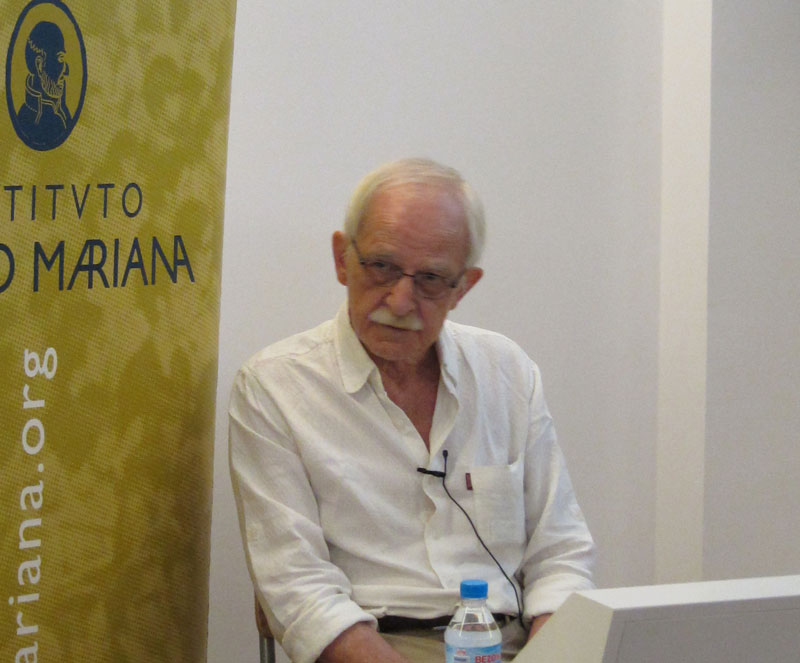
Antonio Escohotado durante una conferencia en el Instituto Juan de Mariana (Madrid, 2014).

El segundo volumen terminaba precisando la disyuntiva entre modelos mesiánicos y democráticos de socialismo. Pero quedaba por describir el siglo XX y la era totalitaria, y la obra se propone entonces llevar su proyecto hasta Chávez y Ahmadineyad (cuya alianza promovió Jorge Verstrynge). Según el autor, nada de lo que daba por cierto sobrevivió al estudio detenido de cada episodio —de hecho, su alegría cotidiana ha sido verse llevado a cambiar sin pausa de idea, pasando del prejuicio al juicio—, y solo cuando la crónica se asome al siglo XX habrá universo estadístico suficiente para avanzar conclusiones generales sobre «el espíritu comunista».
Dentro de la trilogía sobre el origen y desarrollo del movimiento comunista, el tercer y último volumen de Los enemigos del comercio en diciembre de 2016 supuso una investigación sin precedentes. Ninguna historia del fenómeno comunista había añadido hasta ahora al debate ideológico el detalle de su contexto económico, la evolución de instituciones paralelas como el sindicato, la gran empresa, la propiedad defendida por derechos de autor o los distintos sistemas de seguridad social. Si en el volumen I se analizaba su desarrollo hasta la Revolución francesa, y en el volumen II los hechos ocurridos hasta los primeros años del siglo XX, el tercero trata desde Lenin hasta los últimos movimientos populistas surgidos en el siglo XX en Latinoamérica y su reflejo en Europa en el XXI a través de partidos como Syriza en Grecia o Podemos en España.[cita requerida]
Tras la finalización de la obra, las entrevistas realizadas por Federico Jiménez Losantos y Pablo Iglesias al pensador español y emitidas a través de Internet, han contribuido a la difusión de la figura de Escohotado.

## Pensamiento
Escohotado declaró más de una vez «no tener otro estímulo que la autoaclaración, ni brújula distinta de averiguar cómo nace y acaba cada cosa». Según él, su obra se ha desarrollado como un proceso de autoaprendizaje de la variedad de temas que aborda aplicando un método de análisis genealógico, un enfoque histórico que organiza cronológicamente la información y recela de las taxonomías.
Durante los años 60 se formó como jurista y filósofo en la corriente raciovitalista de Ortega y Gasset y de Zubiri —influido por los conceptos de razón vital y razón histórica—, a través de los cuales accedió al conocimiento de Freud y sobre todo de Hegel, cuya filosofía de la religión analizó en su tesis doctoral La conciencia infeliz (1972). Esta obra, junto con Realidad y substancia (1985) —una incursión en el campo de la lógica y metafísica pura—, pone los cimientos de una sólida base filosófica sobre la que se asienta el resto de su producción intelectual. 
A mediados de los 70, con la publicación de De physis a polis (1975) se remontó a los pensadores presocráticos, al tiempo que jugó un papel protagonista en el surgimiento de la isla de Ibiza como foco contracultural en la España del final del franquismo y el despertar democrático, al fundar la discoteca Amnesia (1976). Con el paso de los años evolucionó, de una mayor aplicación a lo abstracto en su juventud y primera madurez, hacia un interés creciente por los datos extraídos de la observación de la realidad más concreta, tomando la opción de «una ciencia observante, arrinconada hoy por su rama predictiva».
Desde entonces y hasta su muerte se dedicó a estudiar y divulgar el origen y la evolución de entidades humanas impersonales que representan la complejidad propiamente dicha, «que no son ni sujetos volitivos ni objetos inertes, sino seres de tercer tipo —como el entendimiento humano, la familia o la economía política—, resultado de concurrir ilimitadas acciones individuales en algún orden no planeado a priori». Este interés por la realidad como principio emancipador del simplismo sitúa la obra de Escohotado en el gozne entre la ontología y las ciencias del Hombre —según la expresión de Hume—: su perspectiva interdisciplinar combina una gran diversidad de saberes e intereses desde una posición humanística. Partiendo de la lógica y la metafísica, se interna en la epistemología y la teoría de la ciencia, para derivar después hacia fenómenos aun más propiamente humanos, como la economía y el poder político, los mitos de género y las costumbres familiares y sexuales, o las modalidades de la ebriedad. El impulso común en todos estos campos es una afirmación de la libertad humana como antídoto frente al miedo, o a las imposiciones de autoridades ajenas a la responsabilidad personal.
A partir de la militancia clandestina en las filas del Partido Comunista durante el franquismo, sus posiciones políticas fueron evolucionando hasta llegar a definirse a sí mismo como «un liberal demócrata», mientras que en su obra maduraba la idea de que «cualquier utopía política acaba siendo indiscernible de uno u otro proyecto eugenésico, eufemismo para empresas genocidas». Políticamente fue un pensador singular en el panorama español, y no siempre bien comprendido, ya que no se inscribía en el tradicional eje izquierda/derecha, sino que se centraba en la cuestión libertad/autoritarismo, rechazando el utopismo y el autoritarismo desde posiciones pragmáticas y racionalistas. No obstante, él se declaró como «el paradigma del hombre de izquierdas en España». Escohotado se convierte para sus coetáneos en historiador y analista de la actualidad, los usos sociales y la cultura durante la Transición a través de sus numerosos artículos publicados primero en El País y después en El Mundo y Diario 16. Por ejemplo, aquellos crímenes de Estado perpetrados por los GAL son desvelados ante la opinión pública por Escohotado en tribunas de opinión y ensayos sobre sociología del poder político como Majestades, crímenes y víctimas (1987), o El espíritu de la comedia, Premio Anagrama de Ensayo en 1992.
Como autor del libro Historia general de las drogas (1989) alcanzó notoriedad pública en las últimas décadas del siglo XX por su defensa de posiciones antiprohibicionistas a través de artículos y apariciones en debates televisados. Practicó el bioensayo, probando, clasificando y describiendo los efectos físicos y subjetivos de más de treinta substancias psicoactivas distintas para la redacción del manual de uso que tras diversas ediciones acabaría por titularse Aprendiendo de las drogas (1990-1995). Mantuvo numerosas polémicas en los medios de comunicación por sus opiniones sobre temas delicados para la moral, como el propio consumo de drogas, la prostitución o la eutanasia. Lo mismo que para sus seguidores significa independencia de criterio o cultivo del libre pensamiento, es considerado impertinencia intelectual por sus detractores, y en ocasiones provocó el rechazo de ciertos círculos académicos que le acusaron de intrusismo profesional, por ejemplo, tras la publicación del manifiesto epistemológico aparecido como Caos y orden, Premio Espasa de Ensayo en 1999.
En el plano profesional se desempeñó también como traductor de más de cuarenta títulos. Entre otros, tradujo las obras de Newton, Hobbes, Jefferson y Bakunin, ha divulgado especialmente la obra de Thomas Szasz y la de Ernst Jünger. Ejerció hasta su jubilación en 2013 como profesor de Filosofía y Metodología de las Ciencias Sociales en la Facultad de Ciencias Políticas y Sociología de la UNED. Estuvo inmerso en el estudio de la historia del movimiento comunista con la redacción de Los enemigos del comercio. Una historia moral de la propiedad (2008-2014), una monografía de tres volúmenes. En 2019 se le concedió el Premio Juan de Mariana por su defensa de la «libertad como respuesta a las coacciones que acaban sometiendo al individuo a todo tipo de esclavitudes».

## Obras

### Libros
- Marcuse, utopía y razón (1968, Alianza Editorial).
- La conciencia infeliz. Ensayo sobre la filosofía de la religión de Hegel (1971, Revista de Occidente).
- De physis a polis (1975, Anagrama).
- Realidad y substancia (1986, Taurus).
- Filosofía y metodología de las ciencias sociales (1987, UNED).
- Majestades, crímenes y víctimas (1987, Anagrama).
- Historia general de las drogas (3 volúmenes, 1989, Alianza).
- El libro de los venenos (1990, Alianza).
- El espíritu de la comedia (1991, Premio Anagrama de Ensayo).
- Aprendiendo de las drogas: usos y abusos, prejuicios y desafíos (1995, Anagrama). Este volumen se publicó primero con el título El libro de los venenos en 1990 y, en 1992, como Para una fenomenología de las drogas.
- Rameras y esposas: cuatro mitos sobre sexo y deber (1993, Anagrama).
- Las drogas: de ayer a mañana (1994, Talasa).
- Historia elemental de las drogas (1996, Anagrama).
- La cuestión del cáñamo: una propuesta constructiva sobre hachís y marihuana (1997, Anagrama).
- Retrato del libertino (1997, Espasa-Calpe).
- Historia general de las drogas (incluyendo el apéndice «Fenomenología de las drogas» (1999, Espasa-Calpe).
- Caos y orden (1999, Premio Espasa de Ensayo 1999).
- Sesenta semanas en el trópico (2003, Anagrama).
- Génesis y desarrollo del análisis científico (2006, Ediciones Académicas).
- Los enemigos del comercio (2008, Espasa-Calpe).
- Los enemigos del comercio II (2013 Espasa-Calpe).
- Frente al miedo: Volumen I (2015, Página Indómita).
- Los enemigos del comercio III (2017, Espasa-Calpe).
- Mi Ibiza privada (2019, Espasa-Calpe).
- Hitos del sentido (2020, Espasa-Calpe).
- La forja de la gloria: Breve historia del Real Madrid contada por un filósofo aficionado (2021, Espasa-Calpe).
- Confesiones de un opiófilo: Diario póstumo (1992-2020) (2023, Espasa-Calpe).
- Frente al miedo: Volumen II (2024, Página Indómita)